# Peribatodes contrasta
Peribatodes contrasta är en fjärilsart som beskrevs av Peerdeman 1962. Peribatodes contrasta ingår i släktet Peribatodes och familjen mätare. Inga underarter finns listade i Catalogue of Life.